# Hôtel de Bonfontan
L’hôtel de Bonfontan est un hôtel particulier situé au no 41 de la rue Croix-Baragnon, dans le centre historique de Toulouse. Construit entre 1768 et 1771 pour le marquis de Bonfontan, il conserve une imposante façade sur rue de style néo-classique et un portail monumentaux. Il est particulièrement remarquable pour les ferronneries de style baroque, dues au maître ferronnier toulousain Bernard Ortet. La façade et les ferronneries sont protégées au titre des monuments historiques depuis 1925.

## Histoire
L'actuel hôtel de Bonfontan est construit à l'emplacement d'une parcelle qui avait appartenu, du XVIe au XVIIe siècle, à la famille de Balbaria. On rencontre, en 1550, Guiraud de Balbaria, puis en 1575, Jean de Balbaria, avocat au parlement, capitoul à trois reprises en 1567-1568, 1572-1573 et 1579-1580. En 1679, l'immeuble appartient à Jean de Balbaria, avocat au parlement, capitoul en 1682-1683 et en 1697. 
En 1767, Philippe de Bonfontan, comte de Lastours, marquis de Bonfontan, baron d'Endoufielle, seigneur de Lissac, Labatut et de Pouy-de-Touges, acquiert l'immeuble d'Olivier de Rouzet (actuel no 23), ainsi que l'immeuble voisin (actuel no 21). Il passe un accord avec les capitouls : en échange d'une parcelle en fond de jardin, cédée par la municipalité, il accepte de reculer la façade de l'hôtel particulier qu'il veut faire construire, afin d'élargir la rue Croix-Baragnon. En 1768, il fait engager les travaux de construction, qui se poursuivent jusqu'en 1781. Philippe de Bonfontan est un des personnages remarquables de l'élite toulousaine à la fin du XVIIIe siècle. Il est issu d'une ancienne famille de la noblesse gasconne, les Bonfontan, alliée à une famille de la noblesse ariégeoise, les Lissac. Philippe de Bonfontan suit d'abord une carrière militaire et s'engage dans le régiment de Navarre. Il revient ensuite s'installer à Toulouse et devient capitoul entre 1786 et 1790 et, à ce titre, participe à l'assemblée des notables convoquée à Versailles par le roi Louis XVI en 1787. Il participe à l'assemblée de la noblesse de Toulouse pour la préparation des États généraux de 1789. Mais en 1793, inquiété par les derniers événements de la Révolution française, il émigre le 10 juillet de cette année.
En 1925, la façade de l'hôtel, témoignage de l'architecture néo-classique toulousaine et du style Louis XVI, est protégée par inscription au monuments historiques. Les garde-corps en fer forgé du ferronnier Bernard Ortet, dont le travail est également reconnu, est intégré à cette mesure de protection.

## Description
L'hôtel de Bonfontan est construit entre 1768 et 1771 dans le style néo-classique dit « à la grecque », en vogue à la fin du XVIIIe siècle, même s'il conserve des décors inspirés du style rocaille, particulièrement dans l'abondance du décor sculpté et le style des ferronneries qui ornent la façade. L'architecte de l'hôtel reste inconnu, quoique le nom de Hyacinthe de Labat de Savignac ait parfois été proposé. Cela n'enlève rien au rôle que semble avoir joué le marquis de Bonfontan lui-même dans le projet de son hôtel particulier.
L'édifice se situe à l'angle des rues Croix-Baragnon et des Trois-Banquets, mais c'est la façade sur cette première rue, visible depuis la place Saint-Étienne qui a été la plus soignée. L'hôtel se compose d'un bâtiment principal à plusieurs corps entourant une cour centrale rectangulaire.
L'hôtel est alors à l'avant-garde de la mode du blanchiment des façades qui gagne Toulouse dans la deuxième moitié du XVIIIe siècle. Si le rez-de-chaussée de la façade est en pierre de taille, les deux étages construits en brique étaient recouverts d'un enduit de chaux blanc grisâtre qui masquait non seulement la couleur de la brique mais également les joints, imitant à la perfection la pierre. L'imitation était parfaite par des refends taillés dans la brique, faisant croire à l'utilisation de vastes blocs de pierre et rendant possible la restitution d'un appareil de pierre à bossages en tables continues. L'hôtel de Bonfontan était donc avant-gardiste, car c'est seulement en 1783 que les capitouls légifèrent sur l'obligation de blanchir les façades.

### Façade principale
La façade principale sur la rue Croix-Baragnon compte sept travées et se développe sur deux étages. Elle est rigoureusement symétrique, soulignée par le traitement des trois travées centrales en légère saillie. Le rez-de-chaussée en pierre de taille est orné de bossages avec une porte cochère décentrée. Elle a conservé sa porte en menuiserie avec son heurtoir du XVIIIe siècle. Les ouvertures sont rectangulaires et ornées d'agrafes. Elles sont sculptées de feuillages, sauf celles des deux larges travées centrales, sculptées de têtes. 
Les élévations des deux étages décroissants sont en brique. Les trois travées centrales sont mises en valeur par une légère saillie et encadrées par deux pilastres colossaux doriques à bossages, qui relient les deux étages. Au 1er étage, les trois fenêtres des travées centrales sont en plein-cintre, les autres sont rectangulaires et surmontées d'une corniche. Elles sont toutes dotées d'un décor en pierre de feuillages et de garde-corps à motifs géométriques et feuillagés en fer forgé. Ces garde-corps de style rocaille sont l’œuvre du ferronnier Bernard Ortet, comme l'indique l'inscription sur un balcon : « ORTET FECIT ANNO 1771 ». Au 2e étage, les fenêtres sont toutes rectangulaires et dotées de garde-corps en fer forgé, mais reprennent les éléments visibles à l'étage inférieur : corniches pour les fenêtres latérales, agrafes en pierre pour les fenêtres centrales. La façade est couronnée par une corniche à modillons. Au sommet de l'élévation, les gouttières en plomb sont ornées d'une frise de grecques. Les trois travées centrales sont mises en valeur par une architrave à bossages qui relie les deux pilastres colossaux, surmontée d'une frise de style dorique avec ses triglyphes en pierre.

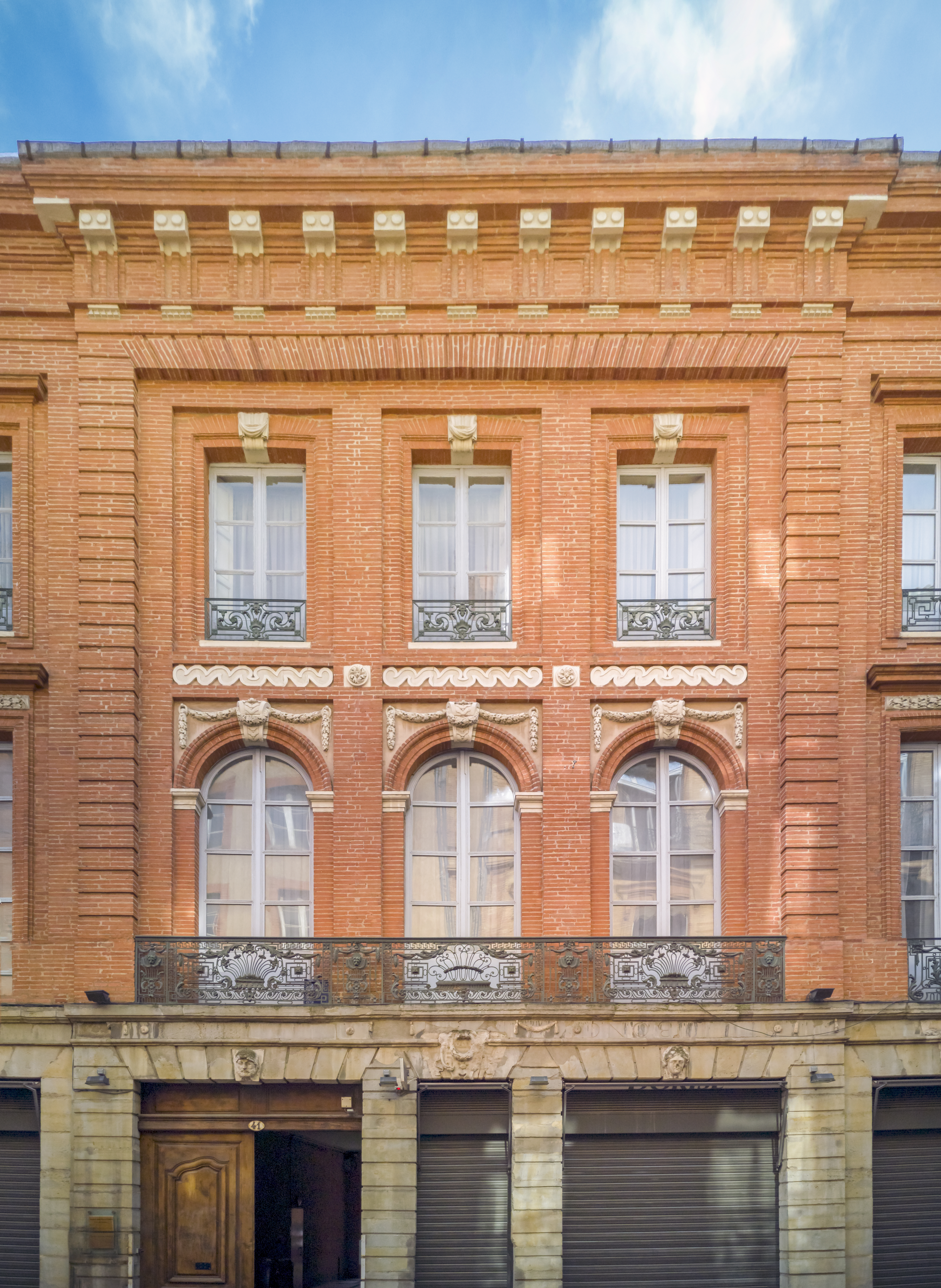
Partie centrale de la facade
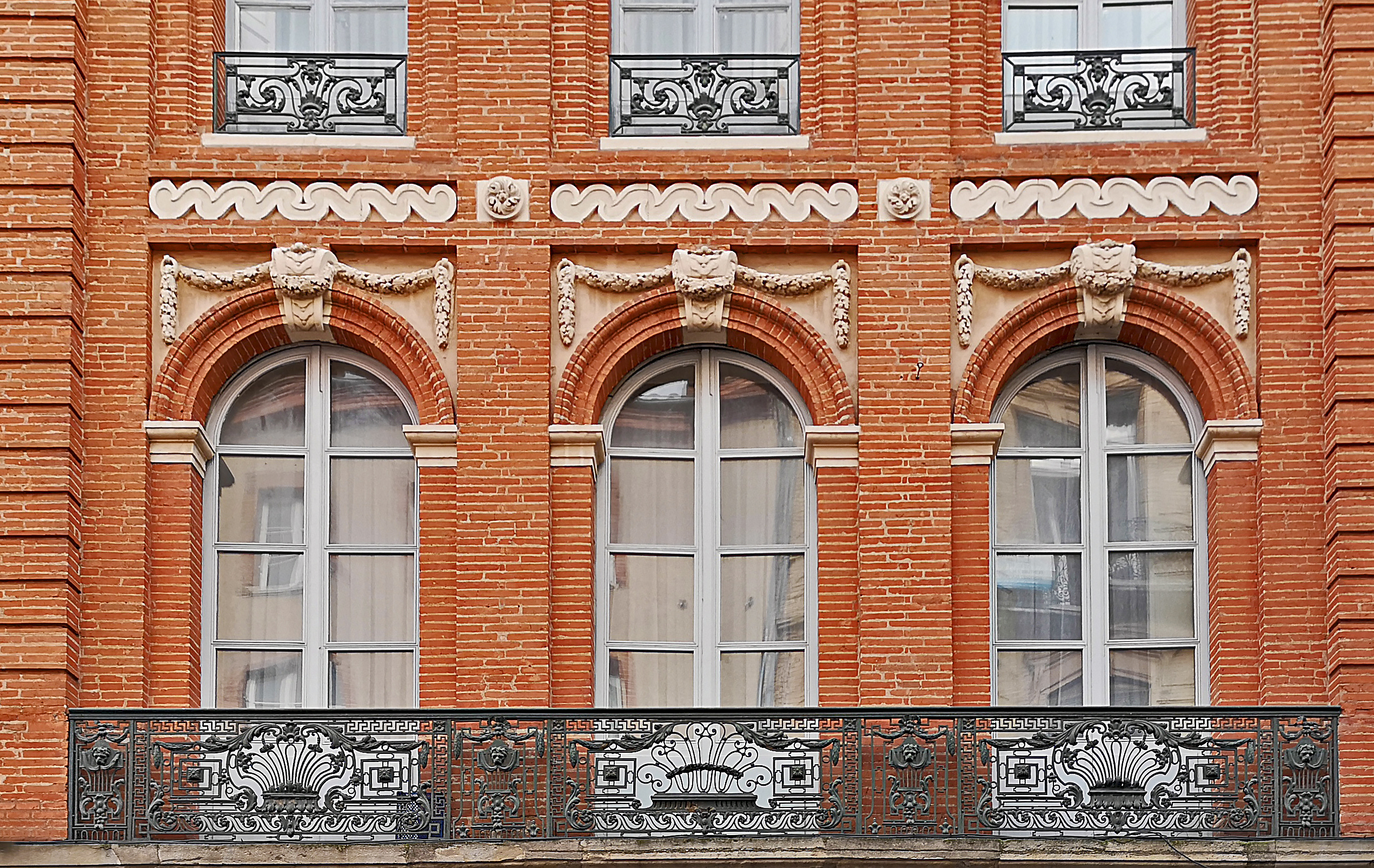
Ferronneries de style rocaille, par Bernard Ortet
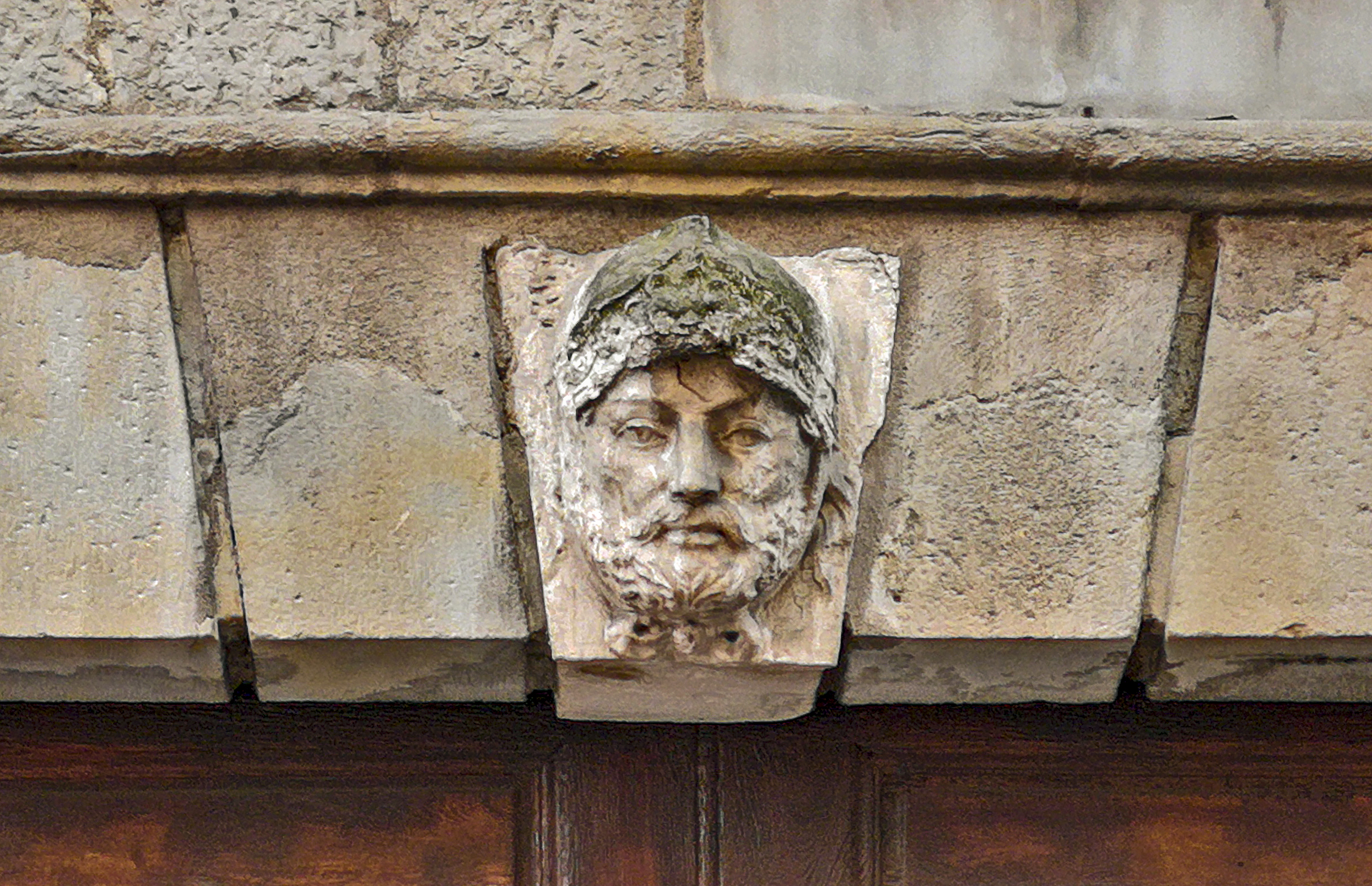
Mascaron du porche
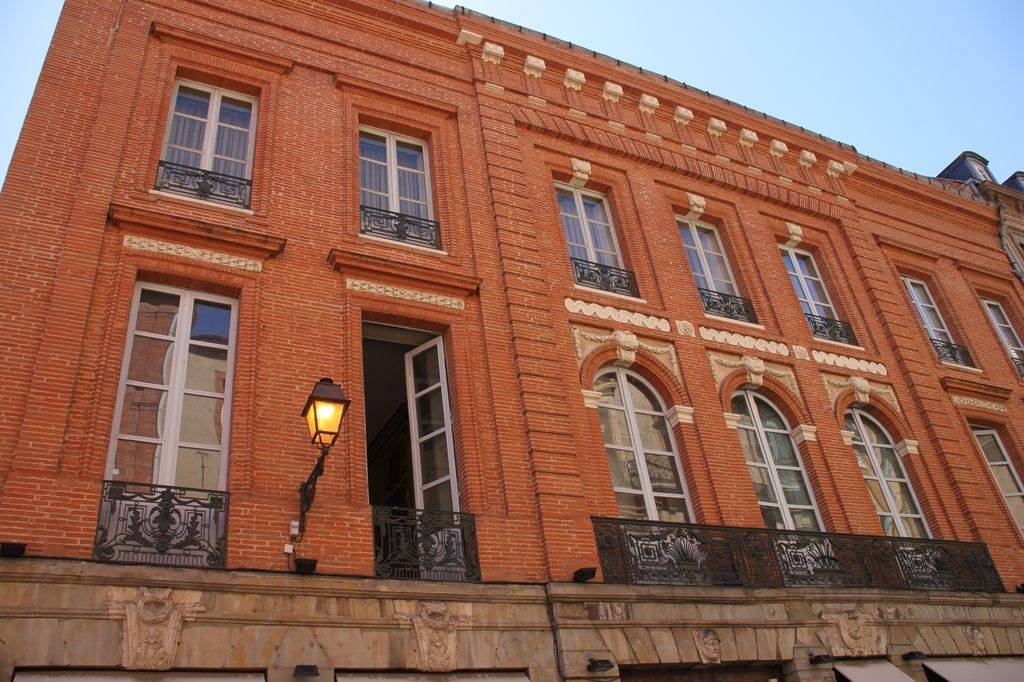
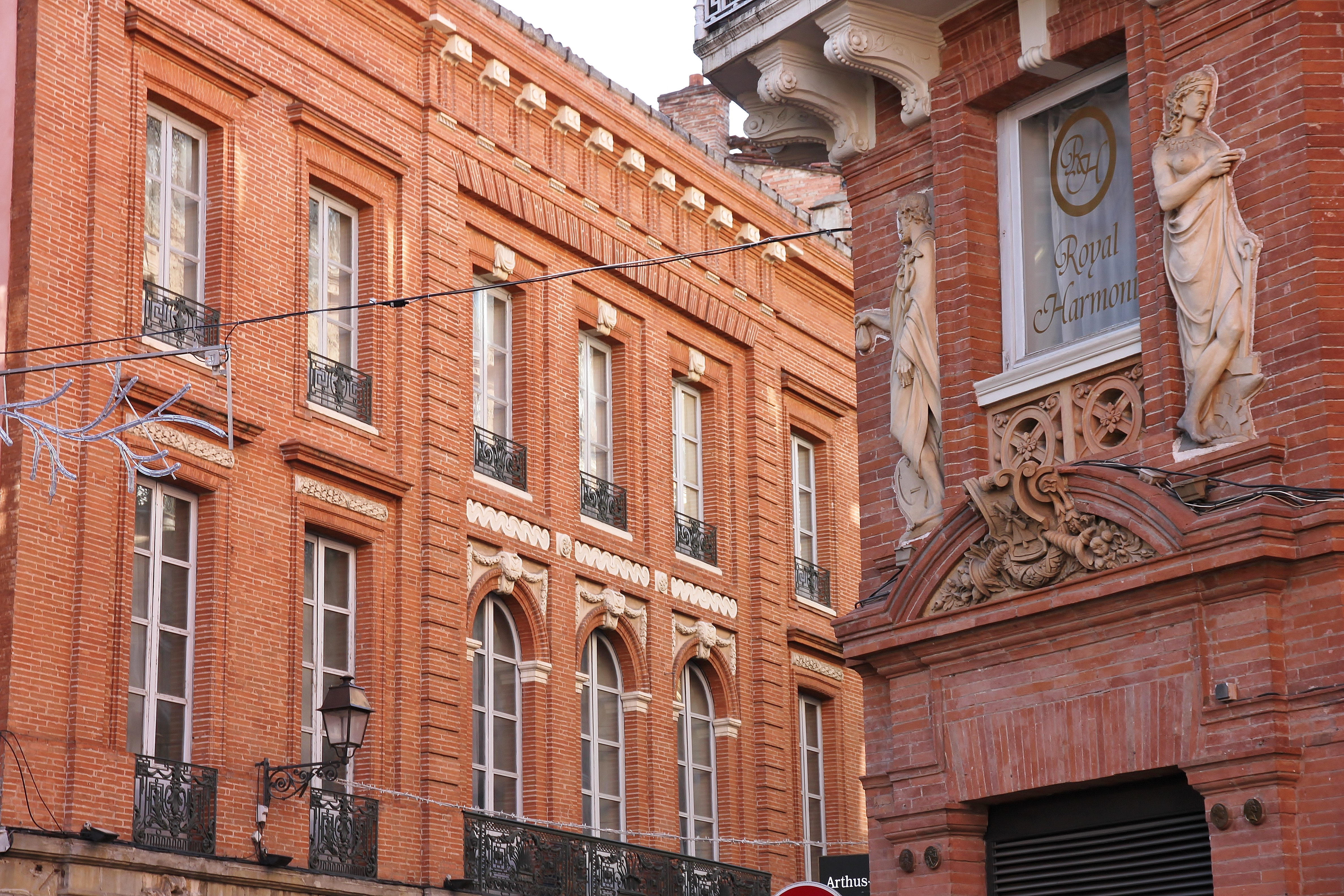
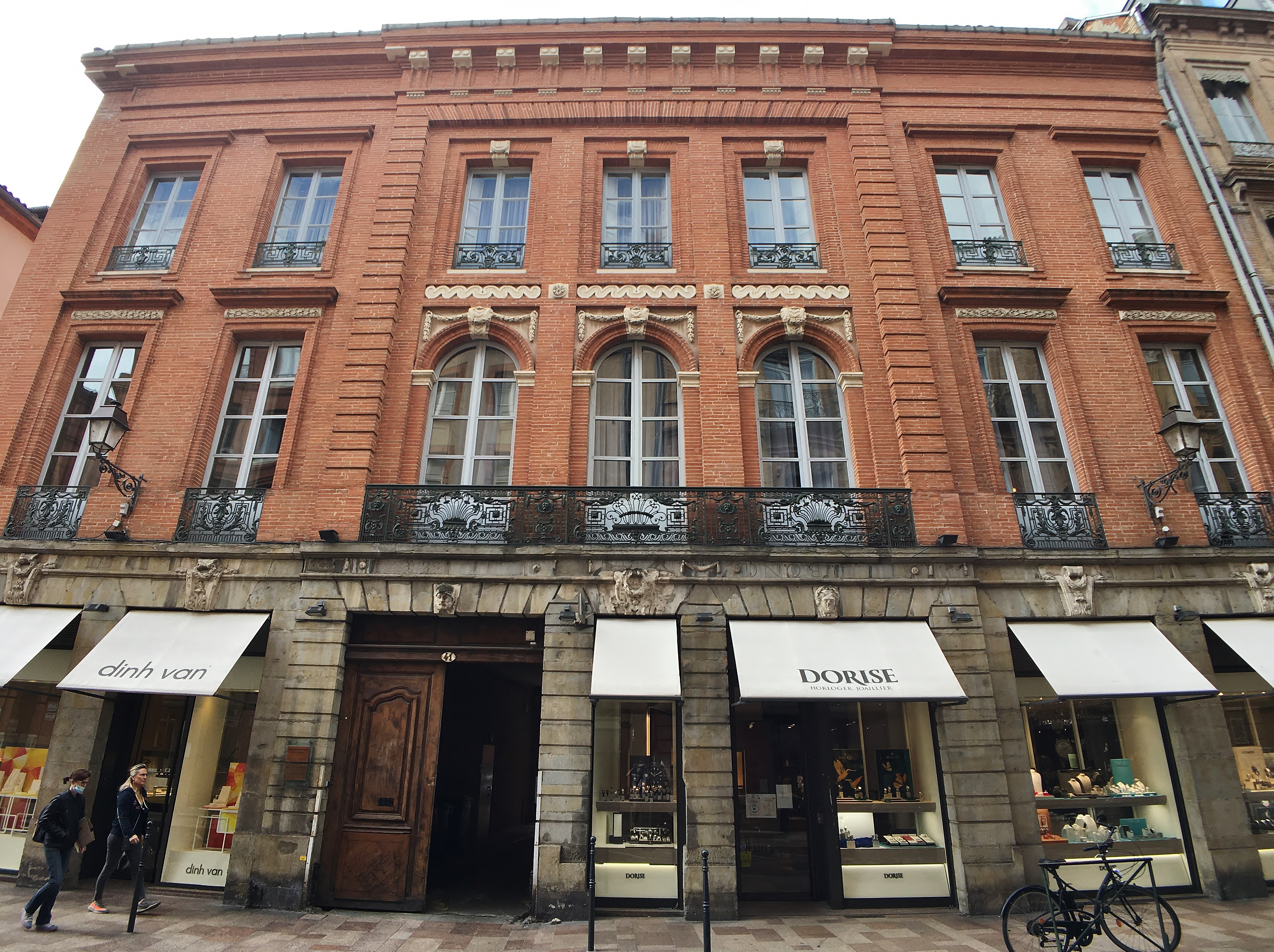

### Façade latérale
Sur la rue des Trois-Banquets, la façade est traitée plus simplement et couverte d'enduit. Au 1er étage, un balcon avec un garde-corps en fer forgé court le long de la façade. Le mur de clôture qui relie les ailes nord et sud supporte une terrasse. Le portail qui s'ouvrait au rez-de-chaussée a cependant été fermé. 

### Intérieur
Les élévations sur la cour sont régulières et homogènes. L'aile est, très étroite et surmontée d'une terrasse, permet de masquer la dissymétrie de la parcelle.